# 英氏野鯪
英氏野鯪，為輻鰭魚綱鯉形目鯉科野鯪屬的其中一個種。該物種於1945年由Hugh McCormick Smith描述，主要分布於亞洲泰國湄南河流域，棲息在中底層水域。

## 扩展阅读
維基物種上的相關：霍氏野鯪